# Paradsasvarita
La paradsasvarita és un mineral de la classe dels carbonats que pertany al grup de la rosasita. Rep el nom de la localitat de Parádsasvár, a Hongria, la seva localitat tipus.

## Característiques
La paradsasvarita és un carbonat de fórmula química Zn₂(CO₃)(OH)₂. Va ser aprovada com a espècie vàlida per l'Associació Mineralògica Internacional l'any 2012, sent publicada per primera vegada el 2015. Cristal·litza en el sistema monoclínic. La seva duresa a l'escala de Mohs és 2 a 3. Químicament es troba relacionada amb la hidrozincita i la sclarita.
L'exemplar que va servir per a determinar l'espècie, el que es coneix com a material tipus, es troba conservat al Museu Ottó Herman, a Hongria, amb el número de catàleg: 2012.23.

## Formació i jaciments
Va ser descoberta a l'àrea de Nagy-Lápafő, a la localitat de Parádsasvár, dins el districte de Pétervására (Comtat de Heves, Hongria). També ha estat descrita en altres indrets d'Hongria, així com a Itàlia, Grècia i Namíbia.